# Safe House (2012)
Safe House is een Amerikaanse actiethriller uit 2012, geregisseerd door Daniel Espinosa. De film had zijn wereldpremière in New York op 7 februari 2012.

## Verhaal
De overgelopen CIA-agent Tobin Frost die staatsgeheimen verkoopt, wordt al jaren opgejaagd. Als hij in Zuid-Afrika wordt gepakt, wordt hij ondergebracht in het lokale Safe House (een schuilplaats van de CIA), waar Matt Weston de leiding heeft. Als Frost nog maar net binnen is wordt het Safe House aangevallen. Nog maar net kunnen Weston en Frost ontsnappen. Terwijl ze worden achtervolgd door deze huurmoordenaars, probeert Weston er achter te komen wie er achter dit complot zit.

## Rolverdeling
| Acteur            | Personage           |
| ----------------- | ------------------- |
| Denzel Washington | Tobin Frost         |
| Ryan Reynolds     | Matt Weston         |
| Vera Farmiga      | Catherine Linklater |
| Brendan Gleeson   | David Barlow        |
| Sam Shepard       | Harlan Whitford     |
| Rubén Blades      | Carlos Villar       |
| Nora Arnezeder    | Ana Moreau          |
| Robert Patrick    | Daniel Kiefer       |
| Liam Cunningham   | Alec Wade           |
| Joel Kinnaman     | Keller              |
| Fares Fares       | Vargas              |